# Trichosterrha olivata
Trichosterrha olivata là một loài bướm đêm trong họ Geometridae.